# مارتين سميث
مارتين سميث (بالإنجليزية: Martyn Smith)‏ (16 سبتمبر 1961 في المملكة المتحدة - ) هو لاعب كرة قدم بريطاني في مركز الوسط. لعب مع بورت فايل وماكليسفيلد تاون وEastwood Town F.C. ‏ وليك تاون ‏.